# Trois générations
Trois générations est une œuvre de danse contemporaine du chorégraphe français Jean-Claude Gallotta, créée en 2003 pour vingt-quatre danseurs répartis en trois groupes.

## Historique
Trois générations part du principe qu'une même chorégraphie répétée par trois groupes de danseurs différents produira des effets et des émotions différents selon chaque ensemble d'interprétation. Gallotta décide de mettre en scène trois groupes de danseurs d'âge différent interprétant selon leurs qualités techniques et leurs vécus la même chorégraphie, créant chacun un style propre. Le premier groupe de danseurs est constitué d'enfants de 10 à 14 ans,  étudiant la danse de façon ludique (mais non professionnelle), présentant l'enchainement chorégraphique d'une trentaine de minutes qui constitue l'écriture de la pièce. Suit la même interprétation par le groupe de danseurs professionnels travaillant régulièrement avec Gallotta, puis par un ensemble de danseurs séniors de 50 à 60 ans.
La création de la pièce eut lieu le 12 juillet 2003 lors du Festival d'Avignon. Trois Générations est ensuite partie en tournée nationale et internationale de 2004 à 2007.

## Fiche technique
- Chorégraphie : Jean-Claude Gallotta
- Dramaturgie : Claude-Henri Buffard
- Danseurs : Huit enfants (10-14 ans) du Groupe Grenade dirigés par Josette Baïz ; huit danseurs du Groupe Émile-Dubois dirigés par Mathilde Altaraz; huit danseurs séniors (50-60 ans) du Groupe Mézall dirigé par Darrel Davis.
- Musique : Strigall
- Costumes : Jacques Schiotto
- Scénographie : Jeanne Dard
- Film : extraits de Miracle à Milan (1951) de Vittorio De Sica
- Éclairages : Dominique Zape
- Première de la création : 12 juillet 2003 au Festival d'Avignon
- Durée : environ 90 minutes
- Représentations :  plus de 30
- Production : MC2 de Grenoble, ville de Grenoble et région Rhône-Alpes